# Opalescens

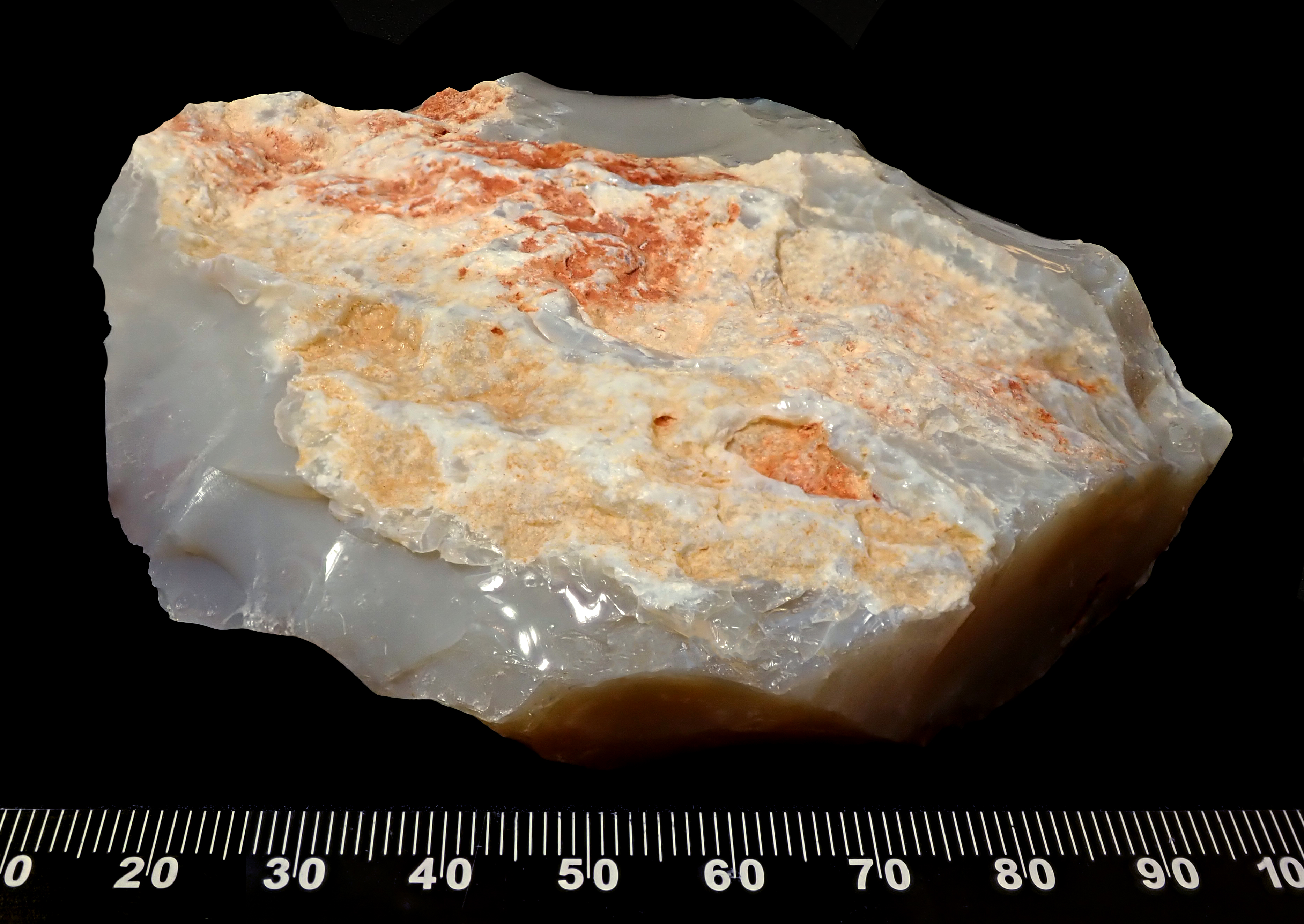
Råprov av vanlig opal

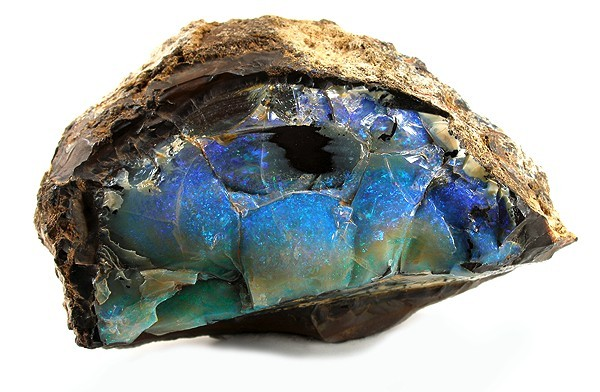
Råprov av ädelopal som visar iris

Opalescens, eller opalisering, är det sätt på vilket ljuset sprids i halvgenomskinliga ämnen, som exempelvis de flesta former av opal, en hydratiserad kiseldioxid. Detta optiska fenomen beror på att ljuset som passerar genom ett ämne försvagas och ämnet blir halvgenomskinligt eller färgskimrande. Men var och en av de tre olika typerna av opal – ädel, vanlig och eldopal– visar olika optiska effekter och därför varierar den avsedda effekten beroende på sammanhanget.
- Den allmänna definitionen av opalescens är en mjölkaktig iridiscerande färg som visas av en opal, vilket beskriver den visuella effekten av ädel opal mycket väl, och opalescens används vanligtvis i lekmannatermer som en synonym för iridescens.[4]
- Däremot uppvisar vanlig opal ingen iridescens, utan har ofta en disig glans inifrån stenen – fenomenet som gemmologer strikt kallar opalskimring.[5] Denna mjölkiga glans som visas av opal är en form av adularescens.[6]
- Eldopal är en relativt transparent ädelsten med en livlig gul-orange-röd färg och visar sällan iridescens.[2]

De optiska effekterna som ses i olika typer av opal är ett resultat av brytning (ädel och eld) eller reflexion (vanlig) på grund av skiktningen, avståndet och storleken på de otaliga mikroskopiska kiseldioxidsfärerna och inneslutet vatten (eller luft) i dess fysiska struktur. När storleken och avståndet mellan kiseldioxidsfärerna är relativt små, är brutna blågröna färger vanliga, men när relativt större, brutna gul-orange-röda färger ses och när den är större än så ger reflektion ett mjölkaktigt disigt glans.

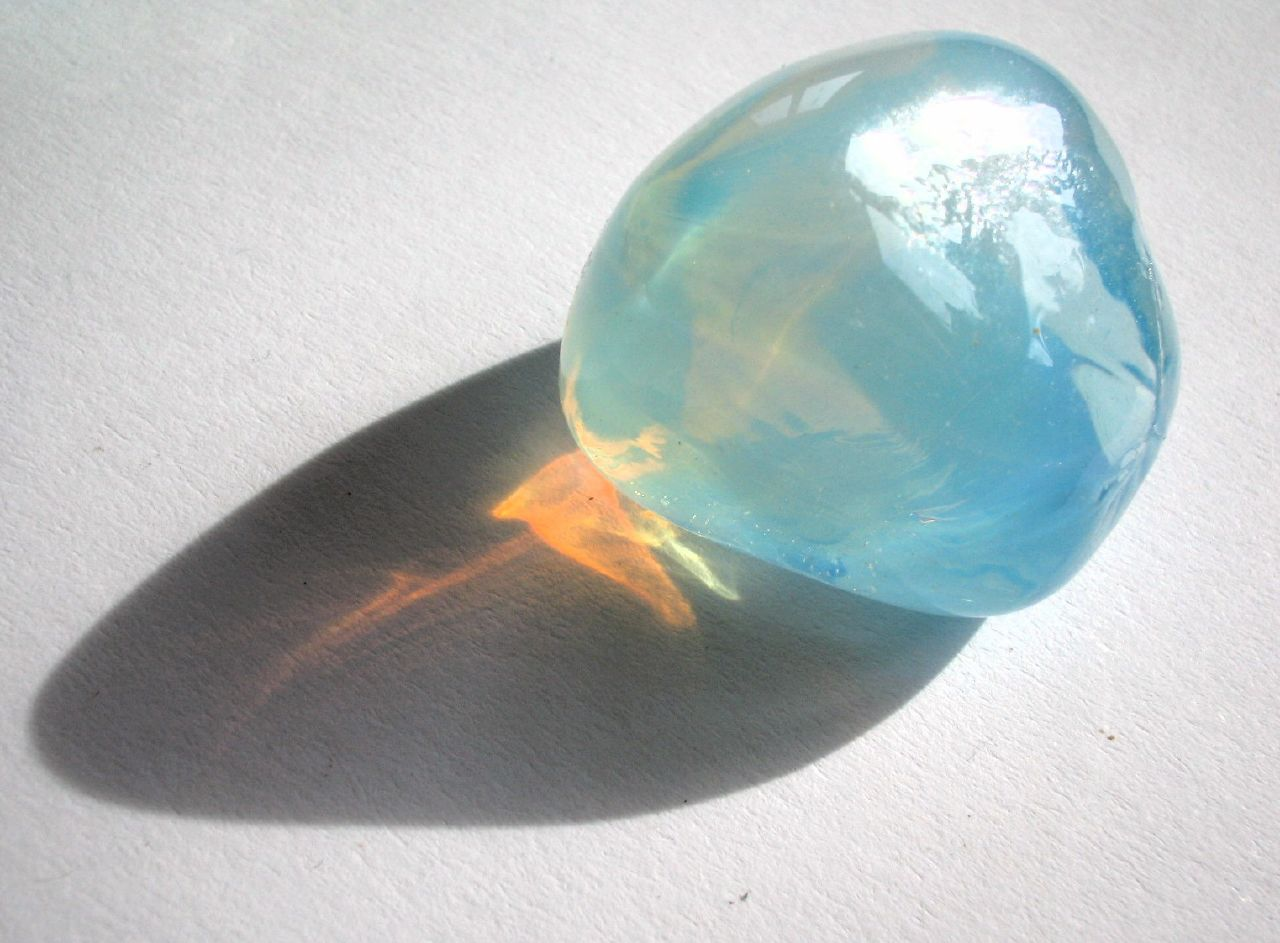
Tyndalleffekten i opalescent glas: det ser blått ut från sidan men det orangea ljuset skiner igenom.

I fysisk mening kan vissa fall av opalescens relateras till en typ av dikroism som ses i mycket spridda system med liten opacitet. På grund av Rayleigh-spridning framstår ett transparent material som gulrött i transmitterat vitt ljus och blått i det spridda ljuset vinkelrätt mot det transmitterade ljuset. Fenomenet som illustreras på det nedersta fotot är ett exempel på Tyndalleffekten.